# Ajuran
Els ajuran (també ajuuraan o ujuuraan) és un clan somali, de la gran confederació de clans Samaale.Viuen a la Somàlia central, Ogaden i nord-est de Kenya. Són descendents de Jambeele un dels sis fill de l'ancestre dels hawiye, del qual també descendeixen els hintire.
Aquest clan va donar nom a la dinastia que va governar el sultanat de Qalafo entre els segles XV i XX, i que fins a la meitat del segle xviii s'estengué fins a la costa (Hobyo). Aquesta dinastia fou coneguda també com a Gareen.
Els ajuran establerts a Mogadiscio són coneguts com a hamar o moorshe i són descendents de la línia Abdalla Dayle.
Per la dinastia que va governar a Qalafo, vegeu Ajuuraan